# Světelná křivka

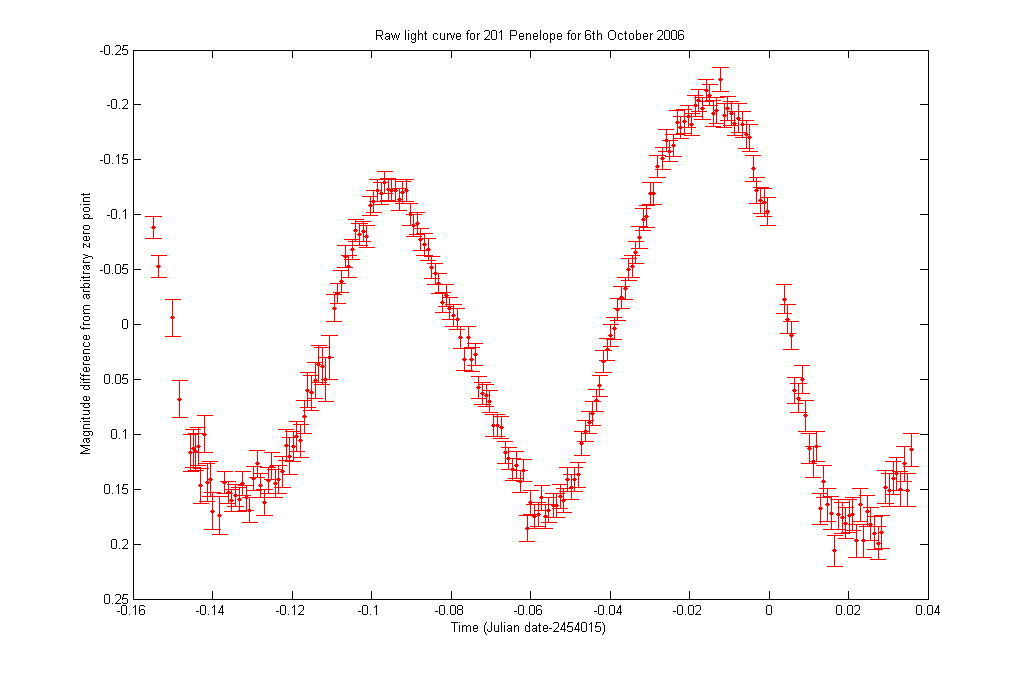
Světelná křivka planetky (201) Penelope z Mount John University Observatory, pořízená 6. října 2006. Vyplývá z ní, že planetka se otočí přibližně jednou za 3 hodiny a 45 minut

Světelná křivka je graficky vyjádřená závislost změn jasnosti vesmírného tělesa nebo oblasti v čase. Světelná křivka může být periodická, jako v případě zákrytových dvojhvězd, cefeid a jiných proměnných hvězd, nebo nepravidelná, jako například křivka novy, eruptivní proměnné hvězdy nebo supernovy. Studium světelné křivky může spolu s dalšími pozorováními přinést významné informace o fyzikálních procesech, které ji vytvářejí.

## Planetologie
V planetologii lze světelnou křivku využít k odhadům rotační periody planetky nebo měsíce. Ze Země často není možné rozlišit malé těleso Sluneční soustavy ani s pomocí největších dalekohledů, protože jeho úhlová velikost je menší než jeden pixel detekčního zařízení. Astronomové proto měří množství světla vydávaného tělesem za určitou dobu. Změřením doby, která uplynula mezi vrcholy světelné křivky, lze odhadnout rotační periodu tělesa.